# Sônia Freire Araújo
Sônia Freire Araújo é uma ex-voleibolista brasileira que conquistou pela Seleção Brasileira Feminina de Voleibol a medalha de bronze nos Jogos Pan-Americanos de 1955.

## Carreira
Iniciou sua carreira no Tijuca Tênis Clube, onde amargou no banco de reserva por muito tempo, então transferiu-se mais tarde para o Club de Regatas Vasco da Gama que na época fez a aquisição de uma excelente jogadora com qualidades na função de cortadora. Após seu acidente em quadra quando defendia a Seleção Brasileira Feminina de Voleibol, dificultou ainda mais a situação da seleção que ficou apenas com duas cortadoras, mas mesmo assim a seleção conquistou a medalha de bronze, apesar da altitude ter sido um fator a mais, além das contusões desta equipe para não conquista do ouro.